# 郑喜兰
郑喜兰（1965年8月—2020年8月24日），河北唐山人，汉族，曾任衡水市中级人民法院二级高级法官、审委会委员，中国共产党党员。2018年2月24日，当选为第十三届全国人大代表。

## 荣誉
郑喜兰曾获得高检院一等功、全国模范检察官、全国三八红旗手、CCTV年度法治人物等荣誉。